# André Neveu
André Neveu (* 28. August 1946 in Paris) ist ein französischer theoretischer Physiker, der hauptsächlich über Stringtheorie und Quantenfeldtheorie arbeitet. 
Neveu studierte in Paris an der École normale supérieure (ENS). 1969 machte er sein Diplom (Thèse de Troisieme Cycle) an der Universität Paris-Süd (Univ. Paris XI) in Orsay bei Philippe Meyer und Claude Bouchiat und 1971 promovierte (Thèse d’Etat) er dort. 1969 war er (als Mitarbeiter der CNRS) bei John Schwarz und David Gross an der Princeton University, wo er mit seinem französischen Kommilitonen Joel Scherk Divergenzen in Ein-Schleifendiagrammen der bosonischen Stringtheorie untersuchte (sie entdeckten die Ursache  Tachyon-Divergenzen). 1971 bis 1974 war er am Labor für Hochenergiephysik der Universität Paris XI, wo er mit Scherk zeigte, dass die Spin-1-Anregungen von Strings Yang-Mills-Theorien beschreiben konnten. Um 1971 entwickelte Neveu mit John Schwarz in Princeton gleichzeitig mit Pierre Ramond (1971) die erste Stringtheorie, die auch Fermionen beschrieb (nach den drei Urhebern NSR-Stringtheorie genannt). Gleichzeitig war das eine frühe Arbeit zur Supersymmetrie, die etwa zur gleichen Zeit durch russische Physiker wie Juri Golfand eingeführt wurde. In Princeton entwickelte er mit David Gross das Gross-Neveu-Modell und untersuchte er u. a. mit Roger Dashen und Brosl Hasslacher quantenfeldtheoretische Modelle ausgedehnter Hadronen und semiklassische Näherungen in der Quantenfeldtheorie, die sich in der DHN-Methode zur Quantisierung von Solitonen niederschlug. 1972 bis 1977 war er am Institute for Advanced Study, wobei er die Hälfte der Zeit in Orsay verbrachte. 1974 bis 1983 war er am Labor für Theoretische Physik der ENS und 1983 bis 1989 in der Theorieabteilung des CERN. Ab 1975 war er Maitre de Recherche am CNRS und ab 1985 Directeur de Recherche. Ab 1989 war er am Institut (Labor) für theoretische Physik der Universität Montpellier II (jetzt LPTA, Labor für theoretische und Astroteilchen-Physik). 1994/5 war er Gastprofessor an der University of California, Berkeley.
1973 erhielt er den Prix Paul Langevin der französischen physikalischen Gesellschaft. 1988 erhielt er den zusammen mit der Deutschen Physikalischen Gesellschaft (DPG) verliehenen Gentner-Kastler-Preis, 2020 die Dirac-Medaille des International Centre for Theoretical Physics (ICTP).
Neveu ist verheiratet und hat drei Kinder.

## Schriften
- Introduction to Strings and Superstrings. In: Physikalische Blätter. Band 44, Nr. 7, Juli 1988, S. 195, doi:10.1002/phbl.19880440709 (englisch, wiley.com [PDF] Festvortrag auf der 52. Frühjahrstagung der DPG anlässlich der Verleihung des Gentner-Kastler-Preises).
- André Neveu: Dual Resonance Models and Strings in QCD. In: Jean Bernard Zuber, Raymond Stora (Hrsg.): Les Houches Summer School in Theoretical Physics. Recent Advances in Field Theory and Statistical Mechanics Les Houches, France, August 2-September 10, 1982. Band 39. North-Holland, Amsterdam 1984 (KEK scanned document [PDF]).

## Verweise und Anmerkungen
1. ↑  Gross, Neveu, Scherk und Schwarz: Renormalization and Unitarity in the Dual Resonance Model. In: Physical Review D. Band 2, 1970, S. 692
2. ↑  Neveu und Scherk: Connections between Yang-Mills Theories and Dual Models. In: Nuclear Physics B. Band 36, 1972, S. 155
3. ↑  Neveu und Schwarz: Factorizable dual model of pions. In: Nuclear Physics B. Band 31, 1971, S. 86–112; Tachyon free dual model with a positive intercept trajectory. In: Physics Letters B. Band 34, 1971, S. 517; Quark Model of Dual Pions. In: Physical Review D. Band 4, 1971, S. 1109; Neveu, Schwarz und Thorn: Reformulation of the Dual Pion Model. In: Physics Letters B. Band 35, 1971, S. 529–533. Die Version von Neveu und Schwarz unterschied sich durch die Randbedingungen von der von Ramond. Durch die Wahl der Randbedingungen erhielten sie Fermionenpaare, um ein Modell des Pions, eines Bosons, zu erhalten. Ein damals wichtiger Vorteil dieser Stringtheorie war auch, dass das unphysikalische Tachyon der bosonischen Stringtheorie eliminiert wurde.
4. ↑  Ein quantenfeldtheoretisches Modell der Wechselwirkung von Dirac-Fermionen über einen Vier-Fermionen Wechselwirkungs-Vertex, mit unitärer Symmetrie und in einer Raumdimension. Es ist renormierbar und asymptotisch frei. An ihm lassen sich Phänomene wie dynamische Massenerzeugung und spontane Symmetriebrechung studieren. Gross und Neveu: Dynamical symmetry breaking in asymptotically free theories. Band: Physical Review D. Band 10, 1974, S. 3235
5. ↑  Neveu, Andre - Author profile. INSPIRE-HEP, abgerufen am 19. Juli 2019.

| Personendaten    | Personendaten          |
| ---------------- | ---------------------- |
| NAME             | Neveu, André           |
| KURZBESCHREIBUNG | französischer Physiker |
| GEBURTSDATUM     | 28. August 1946        |
| GEBURTSORT       | Paris                  |